# Erratum
Erratum (pl. errata) je seznam omylů, chyb, překlepů apod., obvykle v tištěné publikaci. Errata bývají vydávána buď v tištěné podobě, například ve formě vloženého listu, nebo v pododobě elektronické, obvykle na internetu.
Mezi errata nepatří plánované změny dokumentů, např. opravy tištěných jízdních řádů Českých drah.